# Louis-Théobald Ihler
Louis Théobald Ihler, né le 16 mai 1756 à Thann et mort au combat le 20 août 1793, est un général de brigade de la Révolution française

## Biographie
Il commença sa carrière militaire en entrant au service du régiment Royal-Bavière (devenu plus tard Régiment Royal-Hesse-Darmstadt) en février 1774, en tant que sous-lieutenant. Le temps de « faire ses classes », surveillé de loin par son frère et son père, Louis-Théobald passa lieutenant en second en 1777, puis premier lieutenant en 1779, capitaine en second en novembre 1782, et enfin aide de camp du maréchal Luckner, le 1er avril 1791. Son avancement rapide est surtout dû aux faveurs de Luckner, conjugué à l’émigration des nobles. Nommé colonel du 8e Régiment de Dragons le 17 juin 1792, il ne rejoignit pas son unité, Luckner ayant désiré le garder comme aide de camp. Mais ce dernier perdit à ce moment-là toute crédibilité aux yeux du pouvoir, et sa disgrâce entraîna en partie celle de Louis Théobald.
Sans emploi, il ne fut heureusement pas inquiété, et resta en disponibilité à Paris de novembre 1792 à janvier 1793. Il vécut de près l’effervescence qui précéda l’exécution de Louis XVI, le 21 janvier 1793, et sans doute fut il ravi de retourner se battre, nommé à l’armée du Rhin le 26 janvier.
Louis Théobald fut ensuite nommé général de brigade provisoire par Custine le 6 avril 1793 et placé au camp de Lauterbourg.
Mais il ne fut pas inclus dans l’organisation des états-majors du 15 mai 1793, alors que la guerre battait son plein et que Robespierre et les siens reprenaient peu à peu les choses en main. Officiellement, il devait cesser ses fonctions le 1er juin, mais n’en resta pas moins à l’Armée du Rhin.
C’est par un acte héroïque qui lui couta la vie, qu’il légua son nom à la postérité. Alors commandant le 2e régiment de dragons, il se bat en août 1793 pour essayer de reprendre des canons qu’avait enlevés l’ennemi à l’attaque des lignes de Wissembourg, à Jockgrim dans le Palatinat. Indigné par le recul de ses troupes face aux Autrichiens de Wurmser, blessé à deux reprises, il se lance pourtant à l’assaut des Hessois à la tête de ses Dragons. Il est finalement frappé à mort d’un coup de sabre, et tombe de son cheval. Avant de mourir, il encourage ses cavaliers à ne pas se replier en criant « Vive la république », et en demandant à ses soldats de lui retirer ses insignes, pour que l’ennemi ne s’aperçoive pas que leur général est mort...
Pour reprendre en main les hommes, le Comité de Salut Public nommera à la tête de l’Armée du Rhin Pichegru, et à celle de la Moselle Hoche. Ceux-ci repousseront les Austro-Prussiens, et Wissembourg sera définitivement dégagé le 26 décembre 1793.
La ville de Thann, dans le Haut-Rhin, a donné en hommage à la famille de Louis Théobald, son nom à l'une de ses rues, la "rue des généraux Ihler".